# Tahoua
Tahoua és una ciutat del Níger i el centre administratiu de la regió de Tahoua i departament de Tahoua. Té una població de 99.900 (2004) habitants.
La ciutat és principalment una ciutat mercat de l'àrea agrícola del voltant, i un lloc de reunió per als tuaregs del nord i per als fula del sud. També hi ha activitat minera al voltant dels fosfats i el guix.